# Peau d'âne
Peau d'âne (en español, Piel de asno) es una película musical francesa de 1970 dirigida por Jacques Demy. La película fue adaptada por Demy del cuento de hadas homónimo escrito por Charles Perrault acerca de un rey que quiere casarse con su hija. Está protagonizada por Catherine Deneuve y Jean Marais, con música de Michel Legrand. 
Está considerada como una película de culto tanto por su trama (la audacia del tema del incesto) como por su estética visual y su música. Piel de asno también resultó ser el mayor éxito de Demy en Francia con un total de 2.198.576 espectadores.
Se ha restaurado en 2003 y en 2014 bajo la dirección de la cineasta Agnès Varda, con quien estuvo casado el director.

## Argumento
El Rey (Jean Marais) promete a su reina que después de su muerte sólo se casará con una mujer tan bella y virtuosa como ella. Presionado por sus asesores para volver a casarse y tener un heredero, llega a la conclusión de que la única manera de cumplir con su promesa es casarse con su propia hija, la princesa (Catherine Deneuve).
Siguiendo el consejo de su madrina, el Hada Lila (Delphine Seyrig), la princesa exige una serie de regalos nupciales prácticamente imposibles, con la esperanza de que su padre renuncie a sus planes de matrimonio. Sin embargo, el rey consigue los vestidos con el color del tiempo, de la luna y del sol, y, finalmente, con la piel del asno mágico que excreta las joyas, fuente de la riqueza de su reino. Al ponerse la piel del asno, la princesa huye del reino de su padre para evitar el matrimonio incestuoso.
Bajo la apariencia de «piel de asno», la princesa encuentra empleo como porquerizo en un reino vecino. El príncipe de este reino (Jacques Perrin) la espía en su cabaña del bosque y se enamora de ella. Enferma de amor y se retira a su lecho; pide que Piel de Asno le hornee un pastel para devolverle la salud. En el pastel encuentra un anillo que la princesa ha puesto allí, lo que asegura que su amor es correspondido. Decide casarse con la mujer a quien el anillo le ajuste.
Todas las mujeres casaderas se reúnen en el castillo del príncipe y se prueban el anillo de una en una, por orden de relevancia social. La última en la escala social es Piel de Asno, que se revela como princesa cuando el anillo se ajusta a su dedo. En la boda del príncipe y la princesa, el Hada Lila y el rey llegan y declaran que ellos también están a punto de casarse.

## Producción
Jacques Demy, fascinado por el cuento de hadas de Charles Perrault desde la infancia, estaba trabajando en un guion de la película desde 1962. La participación de Catherine Deneuve fue instrumental en la obtención de financiamiento para la producción. Numerosos elementos de la película se refieren a la película de cuento de hadas de Jean Cocteau de 1946 La bella y la bestia: el casting de Jean Marais, el uso de actores en vivo para representar las estatuas humanas en los castillos, y el uso de simples efectos especiales, como la cámara lenta y el movimiento inverso.

## Reparto
- Catherine Deneuve: La Reina y La Princesa "Piel de Asno"
- Jean Marais: El Rey
- Jacques Perrin: El príncipe
- Delphine Seyrig: El Hada Lila
- Henri Crémieux: El Doctor
- Sacha Pitoëff: El primer ministro
- Jean Servais: Narrador
- Romain Bouteille: El Charlatán